# Csernely, Borsod-Abaúj-Zemplén
Csernely este un sat în districtul Ózd, județul Borsod-Abaúj-Zemplén, Ungaria, având o populație de 801 locuitori (2011). 

## Demografie
Componența etnică a satului Csernely
     Maghiari (80,44%)
     Romi (19,14%)
     Germani (0,42%)
Componența confesională a satului Csernely
     Romano-catolici (65,54%)
     Fără religie (16,1%)
     Reformați (6,49%)
     Necunoscută (11,11%)
     Luterani (0,75%)
     Alte religii (1,5%)
Conform recensământului din 2011, satul Csernely avea 801 locuitori. Din punct de vedere etnic, majoritatea locuitorilor (80,44%) erau maghiari, cu o minoritate de romi (19,14%).  Din punct de vedere confesional, majoritatea locuitorilor (65,54%) erau romano-catolici, existând și minorități de persoane fără religie (16,1%) și reformați (6,49%). Pentru 11,11% din locuitori nu este cunoscută apartenența confesională.